# Rhacochelifer euboicus
Rhacochelifer euboicus är en spindeldjursart som beskrevs av Volker Mahnert 1977. Rhacochelifer euboicus ingår i släktet Rhacochelifer och familjen tvåögonklokrypare. Inga underarter finns listade i Catalogue of Life.